# آفونسوی ششم
آفونسو ششم پرتغال (به انگلیسی: Afonso VI) تلفظ در پرتغالی: [ɐˈfõsu]؛ (۲۱ اوت ۱۶۴۳ – ۱۲ سپتامبر ۱۶۸۳) از سال ۱۶۵۶ تا زمان مرگ دومین پادشاه پرتغال از خاندان براگانزا بود وی از زمان بر تخت نشست به دلیل کم سنی در امور دولتی به سرپرستی و نایب السلطنه ای مادرش ملکه لوئیزا مدینه-سیدونیا تا سال ۱۶۶۲ حکومت کرد هر چند بعد از این که به بزرگ سالی رسید به دلیل ناتوانی ذهنی و کم صبوری همواره تحت کنترل مادرش بود و او بجایش تا زمان مرگ در سال ۱۶۶۶ حکومت کرد.